# Richardoestesia
Genre
Espèce
Espèce
Espèce
Richardoestesia est un genre de dinosaures théropodes du Crétacé supérieur dont les fossiles ont été trouvés en Amérique du Nord. Il regroupe deux espèces : R. gilmorei et R. isosceles.
L'holotype (NMC 343) est formé de fragments de mâchoires retrouvés dans une strate datée du Campanien de la Judith River Group (en).

## Histoire
Les mâchoires sont trouvées en 1917 par Charles Hazelius Sternberg et son fils dans le parc provincial Dinosaur en Alberta (Canada), sur le site de Little Sandhill Creek (en).
En 1924, Charles Whitney Gilmore nomme l'espèce Chirostenotes pergracilis et y associe les mâchoires.
Dans les années 1980, il devient clair que les longues mâchoires trouvées par les Sternberg ne peuvent pas avoir appartenu à Chirostenotes qui est un oviraptosaure. En 1990, Phillip Currie, John Keith Rigby et Robert Evan Sloan créent donc l'espèce Richardoestesia gilmorei dont le nom binominal rend hommage à Richard Estes (nom générique) et à Charles Whitney Gilmore (nom spécifique),.
En 2001, Julia Sankey nomme une deuxième espèce : Richardoestesia isosceles, basée sur la dent LSUMGS 489:6238 retrouvée dans la formation Aguja, au Texas. 
En 2005, J. Company et ses collègues décrivent une dent ziphodonte similaire découverte dans la formation géologique de la Sierra Perenchiza (en) du Crétacé supérieur (Campanien) de la région de Valence en Espagne. Ils l'attribuent à un petit crocodyloforme du genre Doratodon (en), un ziphosuchien en groupe frère des sébécosuchiens. En conclusion de leur étude, ils suggèrent que la dent isolée du Texas, attribuée à Richardoestesia isosceles, pourrait ne pas appartenir à un théropode mais à un crocodyloforme sébécosuchien.
En 2013, Hans-Dieter Sues (en) et Aleksandr Averianov (en) décrivent plusieurs petites dents de théropodes, à surface lisse et sans denticule, découverte dans le Cénomanien - Turonien d'Ouzbékistan aux genres Richardoestesia et Paronychodon, des genres souvent considérés comme des « taxons d'organes », car décrits ici uniquement à partir de dents isolées. En 2019, ces mêmes auteurs reconnaissent Richardoestesia asiatica comme espèce valide, mais considère Richardoestesia isosceles comme un nomen dubium « en raison, en partie, de la nature imparfaite de son holotype ».
Le site The Paleobiology Database reconnait trois espèces :
- †Richardoestesia asiatica Nessov 1995[10]
- †Richardoestesia gilmorei Currie et al. 1990[11]
- †Richardoestesia isosceles Sankey 2001[12]